# Sarcophaga irrequieta
Sarcophaga irrequieta är en tvåvingeart som beskrevs av Walker 1849. Sarcophaga irrequieta ingår i släktet Sarcophaga och familjen köttflugor. Inga underarter finns listade i Catalogue of Life.